# Franz Lender
Franz Franzewicz Lender (ros. Франц Францевич Лендер) (ur. 12(24) kwietnia 1881, zm. 14 września 1927) – rosyjski i radziecki konstruktor broni artyleryjskiej.

## Życiorys
Franz Lender ukończył w 1909 roku Petersburski Instytut Technologiczny, jednocześnie ze studiami podjął pracę w wydziale artyleryjskim Zakładów Putiłowskich w Petersburgu. W 1908 roku opracował system automatycznego zamykania i otwierania zamka klinowego dział. W latach 1913–1914 wraz z Wasilijem Tarnowskim skonstruował 76 mm armatę przeciwlotniczą wz. 1914. 
Od września 1918 roku służył w Armii Czerwonej jako pomocnik naczelnika zarządu formowania baterii przeciwlotniczych. W grudniu 1918 został głównym konstruktorem Komitetu Artyleryjskiego. Prowadził też działalność dydaktyczną w Akademii Artyleryjskiej Armii Czerwonej. Kierował skonstruowaniem  76 mm armaty pułkowej wz. 1927.